# بیل هوگز جونیور
ویلیام اچ. هوگز جونیور (زاده ۱۹۴۰–درگذشته ۱۹۷۸) یک تنیس باز ساکن ایالات متحده آمریکا بود. وی از سال ۱۹۵۶ تا سال ۱۹۶۷ در این زمینه ورزشی فعال بوده و طی این سال‌ها توانسته ۸ عنوان تک نفری حرفه ای را کسب نماید.

## حرفه
هوگز نخستین رخدادش را در مسابقه‌های شمال غرب اقیانوس آرام در سال ۱۹۵۶ انجام داد. در سال ۱۹۵۹ او نخستین عنوان انفرادی خودش را در مسابقات قهرمانی بریتیش کلمبیا که در باشگاه تنیس ویکتوریا، ویکتوریا، بریتیش کلمبیا، کانادا برگزار شد، کسب کرد. او با جیم مک مأنوس یک ترکیب دوبل قوی در یو سی برکلی ایجاد نمود. این زوج در مسابقات قهرمانی ان سی ای ای در سال ۱۹۶۱ نایب قهرمان شدند.
هوگز با به همراه داشتن مک مأنوس در مسابقه‌های قهرمانی زمین سخت در سال ۱۹۶۱ و مسابقه‌های آزاد کانادا در سال ۱۹۶۲ سربرگ‌های دوبل را کسب کردند. در سال ۱۹۶۶ هوگز در مسابقه‌های آزاد ولورهمپتون در نیوبریج، ولورهمپتون در انگلستان در مقابل اونی پارون تنیس باز اهل نیوزلند قهرمان شد. در همان سال او آخرین مقام تک نفریش را در مسابقه‌های قهرمانی زمین چمن اولستر در بلفاست، ایرلند شمالی کسب کرد.

## مرگ
هوگز در سال ۱۹۶۸ بعد از تشکیل نمودن یک رشد کشنده بر روی پاهایش، پاهایش را قطع نمودند و سرانجام هوگز در سال ۱۹۷۸ در اثر بیماری سرطان فوت کرد.